# Hellenismen
 Ikke at forveksle med Hellenisme (religion).
Hellenismen er en betegnelse for en periode af oldtidens historie, hvor den græske kultur etablerede sig som en verdenskultur og selv blev påvirket af de orientalske kulturer.
Den hellenistiske politiske tidsalder går fra 336 f.Kr. til 31 f.Kr. og afgrænses af Alexanders tronbestigelse og Augustus' sejr ved Actium. Her blev den sidste arving efter Alexander den Store, den ptolemæiske dronning Cleopatra 7., besejret.
Dette skel er rent politisk, da romerriget gik fra at være republik til kejserdømme.
Religions- og kulturhistorisk set går skellet fra 331 f.Kr. hvor Alexander den Store erobrede Perserriget til enten 410, hvor Visigoterne plyndrede Rom og hvor romernes magtposition blev synligt svækket eller 476 hvor visigoterne erobrede Rom. 476 markerer også det Vestromerske riges fald og afslutningen på den klassiske oldtid.[kilde mangler]
Alexander den Stores erobringer betød, at Perserriget kom på græske hænder, og selv om riget faldt fra hinanden under Alexanders efterfølgere, "diadokerne", lykkedes det alligevel at bevare den græske indflydelse. De vigtige hellenistiske kongedømmer var ptolemæernes rige i (Egypten), seleukidernes rige i Syrien og Mesopotamien og attalidernes rige i Lilleasien.